# Solanum arboreum
Solanum arboreum är en potatisväxtart som beskrevs av Michel Félix Dunal. Solanum arboreum ingår i släktet skattor som ingår i familjen potatisväxter. Inga underarter finns listade i Catalogue of Life.